# Pajęczynowiec ziarnistostrzępkowy
Pajęczynowiec ziarnistostrzępkowy (Botryobasidium pruinatum (Bres.) J. Erikss.) – gatunek grzybów z typu podstawczaków (Basidiomycota).

## Systematyka i nazewnictwo
Pozycja w klasyfikacji według Index Fungorum: Botryobasidium, Botryobasidiaceae, Cantharellales, Incertae sedis, Agaricomycetes, Agaricomycotina, Basidiomycota, Fungi.
Po raz pierwszy opisał go w 1903 r. Giacomo Bresàdola nadając mu nazwę Corticium pruinatum. Obecną, uznaną przez Index Fungorum nazwę nadał mu John Eriksson w 1958 r.
Synonimy:

- Botryobasidium botryoideum (Overh.) Parmasto 1965
- Botryobasidium coronatum (Sacc.) Donk 1931
- Botryobasidium scabridum (G. Cunn.) Jülich 1979
- Corticium botryoideum Overh. 1934
- Corticium coronatum Sacc. 1888
- Corticium pruinatum Bres. 1903
- Hypochnus coronatus J. Schröt. 1888
- Pellicularia pruinata (Bres.) D.P. Rogers ex Linder 1943
- Pellicularia scabrida G. Cunn. 1953[2].

Nazwę polską zaproponował Władysław Wojewoda w 2003 r.

## Morfologia
Owocnik rozpostarty, początkowo siateczkowaty, potem bardziej błonkowaty, szarobiały, z wiekiem żółtawy lub blado ochrowy, o luźno splecionej teksturze. System strzępkowy monomityczny, wszystkie strzępki bez sprzążek, większość, zwłaszcza bazalne, mniej lub bardziej ziarniste, strzępki bazalne grubościenne, żółtawe do brązowożółtych, bardzo szerokie, 15–20 µm lub czasem szersze, z rzadkimi rozgałęzieniami. Strzępki hymenium węższe, gałęzie podstawowe są cienkościenne i szkliste, o szerokości 4,5–6 µm. Podstawki początkowo zaokrąglone, potem odwrotnie jajowate do niemal cylindrycznych, mniej lub bardziej zwężone, 17–25 × 7–10 µm. Zarodniki skośnie jajowate, z bardzo wyraźnym wierzchołkiem, o gładkich, nieco pogrubionych ściankach, 5–8 × 2,5–3,5 µm. Anamorfa nieznana.

## Występowanie i siedlisko
Znane jest występowanie pajęczynowca ziarnistostrzępkowego w Ameryce Północnej (USA, Kanada), Europie, Azji, Australii i Nowej Zelandii. W Europie najliczniej występuje na Półwyspie Skandynawskim, głównie na północy, m.in. w tundrze z brzozami, wierzbami, oraz w lasach olszowych wzdłuż wybrzeży. W Polsce znany na nielicznych stanowiskach, według W. Wojewody jest rzadki.
Grzyb saprotroficzny. Występuje przeważnie na drewnie liściastym, rzadziej na iglastym, w wilgotnych, żyznych biotopach.